# Ostbelgienfestival
 (juin 2024).
OstbelgienFestival est un organisateur d'évènements de musique classique (orchestre, chœur, musique de chambre, opéra, évènements pédagogiques) en Communauté germanophone de Belgique.
Les artistes qui s'y sont produits sont l'Orchestre National de Belgique, l'Orchestre Philharmonique Royal de Liège, la Kölner Akademie, le Gewandhausorchester Leipzig, Louis Langrée, Christian Arming, Andrej Baranov, Guillaume Coppola, Akiko Suwanai, Ray Chen, Markus Groh, Anna Vinnitskaya, Severin von Eckardstein, Wolfgang Niedecken, Frank Braley, Sophie Karthäuser, Baiba Skride, Claudia Nagyivan, Laura Mikkola, Anne Gastinel, Vadim Repine, Ludwig Güttler et bien d'autres.

## Création
La musique classique occupe, depuis de nombreuses années, une place importante en Belgique. À côté du Concours musical international Reine Élisabeth pour jeunes solistes et de nos orchestres et maisons d'opéra, plusieurs festivals, dont le Festival de Wallonie et le Festival van Vlaanderen, produisent régulièrement de grands noms internationaux.
Depuis 1993, ces deux festivals régionaux ont trouvé leur équivalent dans la Communauté germanophone : l'OstbelgienFestival. Celui-ci offre au public de la Communauté germanophone l'exceptionnelle possibilité de profiter dans toute la région d'un programme musical international.
Initiée en 1992 par Manfred Dahmen, directeur de l'agence de tourisme des cantons de l'Est, Georges Noël, président de l'association des concerts symphoniques d'Eupen et Joseph Schröder, administrateur délégué de l'organisateur arsVitha St.Vith, l'idée de l'OstbelgienFestival avait pour but de diriger les organisateurs régionaux vers une collaboration, libérant ainsi des forces communes et de nouvelles possibilités de financement.

## Mission
OstbelgienFestival a pour mission de représenter de manière suprarégionale les capacités de la Communauté germanophone dans le secteur culturel. À cette fin, des artistes renommés/de renommée internationale sont régulièrement invités pour proposer une offre exquise de musique classique au public local et étranger.
Ainsi, le seul festival de musique classique en Communauté germanophone entreprend de quitter de temps en temps les salles de concert traditionnelles pour se rendre dans d'autres localités architecturalement précieuses.

## Le Cercle d'Amis
Depuis plusieurs années, les statistiques des 12 à 18 évènements par année sont, avec plus de 90 % de volume moyen d'occupation des concerts, plus que satisfaisants. En outre, nos concerts attirent  de plus en plus de spectateurs réguliers ne provenant plus uniquement/exclusivement de la Communauté Germanophone.
Ce succès interrégional s’explique notamment par l'évolution fulminante du Cercle d'Amis d'OstbelgienFestival. Ayant débuté en 1995 avec 19 membres, il en compte aujourd'hui[Quand ?] plus de 200, provenant tant de la Communauté germanophone que de toute la Belgique, d'Allemagne, des Pays-Bas et du Luxembourg. 

## L'association
OstbelgienFestival est une association sans but lucratif. Georges Noël occupe la position de président, la direction artistique est assurée par le rédacteur BRF Hans Reul et la gestion exécutive et administrative est exercée, depuis octobre 2014, par Steven Gass.